# Holobomolochus spinulus
Holobomolochus spinulus är en kräftdjursart som först beskrevs av R. Cressey 1969.  Holobomolochus spinulus ingår i släktet Holobomolochus och familjen Bomolochidae. Inga underarter finns listade i Catalogue of Life.